# 奥永知子
奥永 知子（おくなが ともこ、本名：与那嶺 知子（よなみね ともこ）、1972年10月25日 - ）は、沖縄県出身、日本の元アイドル。

## 人物・略歴
- 沖縄のテレビ番組「沖縄クラブハートキャッチTV」（RBC琉球放送）に 沖縄アクターズスクール在籍中から里中茶美、早坂好恵らと出演。
- 秋元康を顧問に迎え、その番組の中で選ばれた里中茶美、奥永知子、早坂好恵の3人が、ポニーキャニオンから「HeBeE」という名前のプロジェクトで1989年から1990年にかけて順に歌手デビューを果たす、奥永は1989年9月21日、里中茶美に続いて シングルではなくアルバムでのデビューを飾った。

## ディスコグラフィ
- MY INNOCENCE（アルバム）（1989年9月21日発売）

（アルバムはロンドンでのレコーディング）
1. 空が泣いても
2. 見えない言葉
3. 星を撒く人
4. 一瞬の夏
5. 何故…?
6. ル・レストラン
7. 愛を追いかけて
8. 思い出が手を振る
9. イノセント